# Verlosserkerk op Nereditsa
De Kerk van de Verlosser op de heuvel Nereditsa (Russisch: Церковь Преображения Господня на горе Нередице) of Transfiguratiekerk ligt in het gehucht Spas-Nereditsy, ongeveer 1,5 km zuidelijk van Veliki Novgorod, en is een van de oudste Russisch-orthodoxe kerken van Rusland. De kerk staat op de Werelderfgoedlijst als onderdeel van de Historische Monumenten van Novgorod en omgeving.

## Geschiedenis
Vorst Jaroslav II van Rusland gaf in 1198 opdracht tot de bouw van de kerk. De fresco's werden in 1199 geschilderd. De kerk lag buiten de stad Novgorod en dicht bij de residentie van de vorst die de kerk had bestemd als plek voor zijn laatste rustplaats. In 1903-1904 werd de kerk beschreven en grondig gerestaureerd.
Tijdens de Tweede Wereldoorlog lag de kerk in 1941-1943 op de frontlinie. De kerk werd onafgebroken beschoten en als gevolg daarvan lag de kerk goeddeels in puin en bleven enkele muren slechts gedeeltelijk staan. Bijna alle fresco's gingen bij de beschietingen verloren. Dankzij afbeeldingen en beschrijvingen kunnen wij ons nog een idee vormen over het interieur van de kerk voor de verwoesting. Van de klokkentoren bleef niets over. De kerk werd herbouwd in de jaren 1956-1958.

## Fresco's
De fresco's werden gemaakt door 8-10 schilders en bedekten het hele interieur van de kerk. De beschildering werd erg willekeurig aangebracht, hetgeen er op wijst dat de schilders elkaar niet goed kenden en verschillende stijlen hanteerden. In de koepel werd een fresco aangebracht van de Hemelvaart, waar doorgaans een fresco van Christus de Verlosser werd geschilderd. Het meest indrukwekkende fresco in de kerk was het Laatste Oordeel, dat de gehele westelijke muur in beslag nam. Slechts fragmenten ervan overleefden de verwoesting. In 1246 werd op de zuidelijke muur een fresco aangebracht van prins Jaroslav II.

## Afbeeldingen

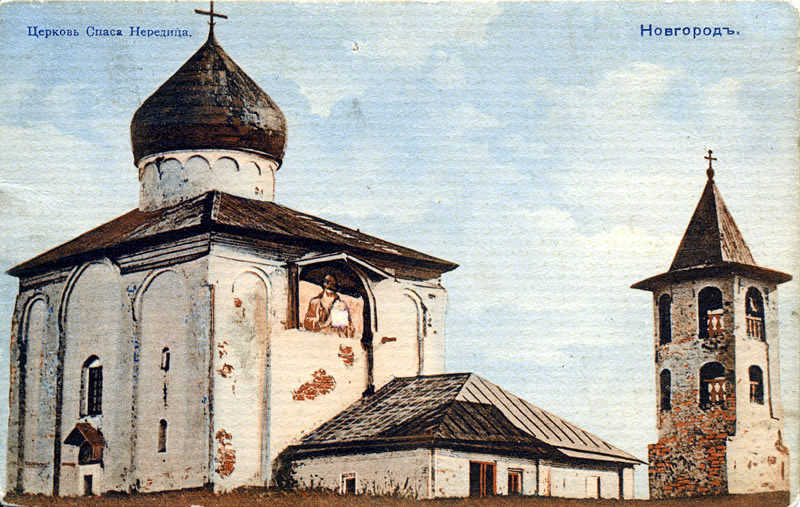
De Transfiguratiekerk op een oude ansichtkaart (1900)
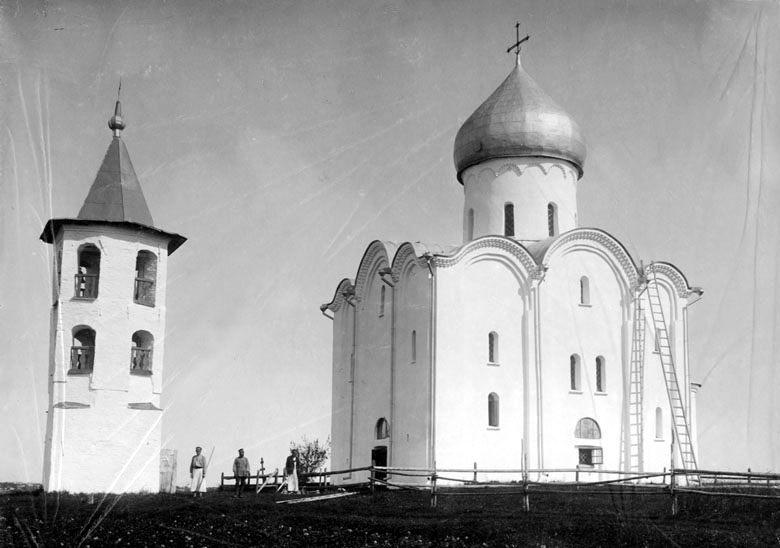
foto 1900
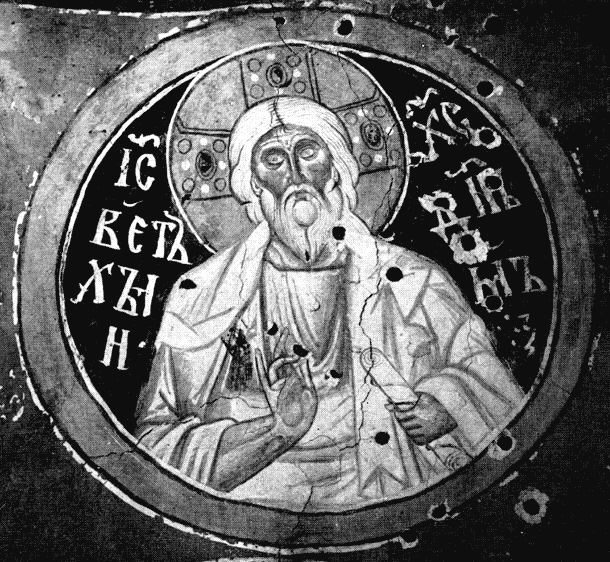
fresco (foto 1930)
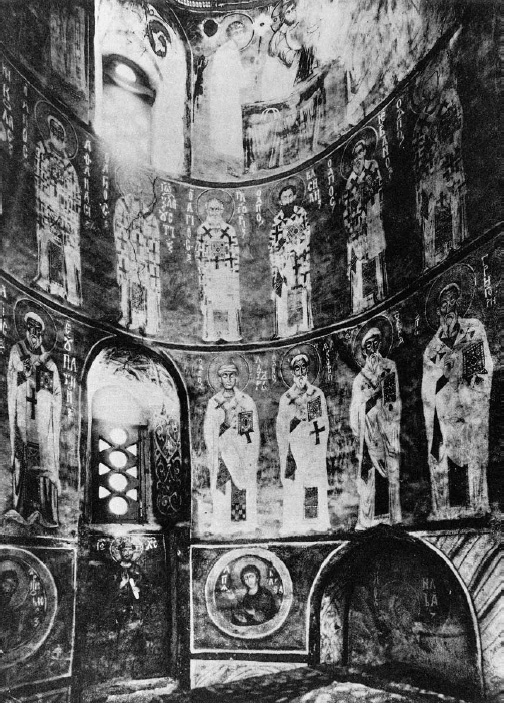
fresco's (foto voor 1917)
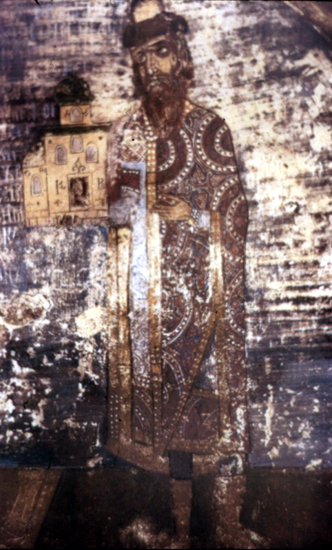
Fresco prins Jaroslav